# Štěpán Koníček

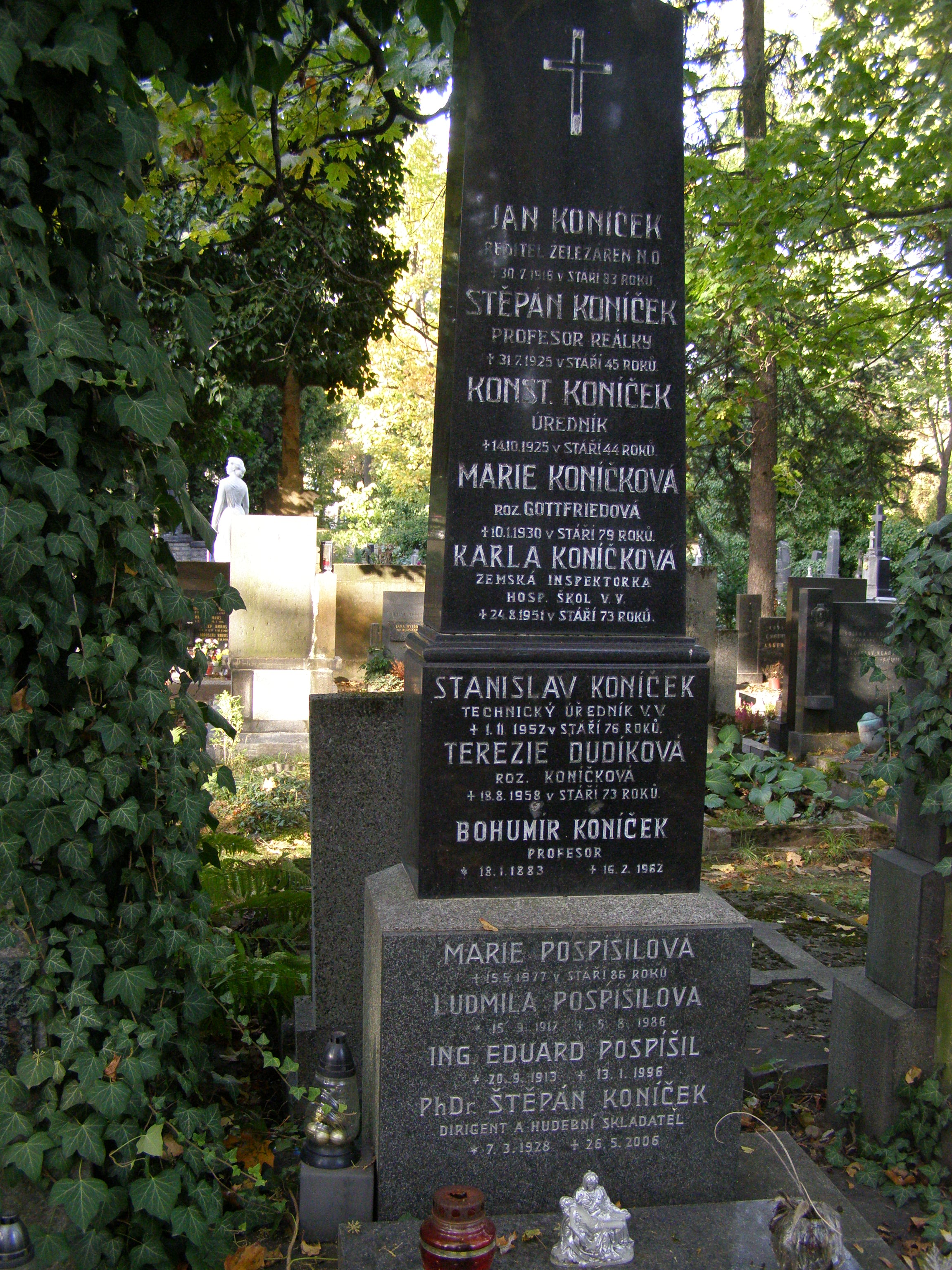
Hrob na hřbitově Malvazinky v Praze

Štěpán Koníček (7. března 1928 Praha – 26. května 2006 Praha) byl český hudební skladatel, dirigent a hudební dramaturg. Jednalo se o dlouholetého dirigenta a pozdějšího šéfdirigenta Filmového symfonického orchestru, který za svůj život zkomponoval hudbu k více než třem stovkám československých i zahraničních filmů (krátký animovaný film Munro z roku 1960 získal Oscara).

## Život
Štěpán Koníček vystudoval hudební vědu a estetiku na Filozofické fakultě Univerzity Karlovy. Kromě toho studoval také na AMU u Karla Ančerla dirigování a u Pavla Bořkovce kompozici. Na počátku 50. let 20. století pracoval jako hudební režisér v Československém rozhlasu v Brně, potom působil v Symfonickém orchestru hlavního města Prahy FOK, odtud pak přešel k Filmovému symfonickému orchestru, kde již zakotvil natrvalo až do roku 1991.

## Komorní tvorba, výběr
- 1. smyčcový kvartet
- 4. smyčcový kvartet
- Sonáta pro klavír